# Porsche 918
El Porsche 918 Spyder, conocido internamente como Proyecto XG10, es un automóvil superdeportivo con motor central-trasero
híbrido eléctrico enchufable producido por el fabricante alemán Porsche. Es un automóvil biplaza diseñado por Michael Mauer. El Spyder es impulsado por un motor V8 de 4593 cm³ (4,6 L) que desarrolla 608 CV (600 HP; 447 kW) a 8700 rpm, además de dos motores eléctricos conectados a la transmisión: uno en el eje delantero y otro en el trasero, proporcionando unos 210 kW (286 CV; 282 HP) extra para un total combinado de 887 CV (875 HP; 652 kW) y 1280 N·m (944 lb·pie) de par máximo. Es el segundo automóvil híbrido enchufable de Porsche, después del Porsche Panamera S E-Hybrid de 2014.

## Presentación

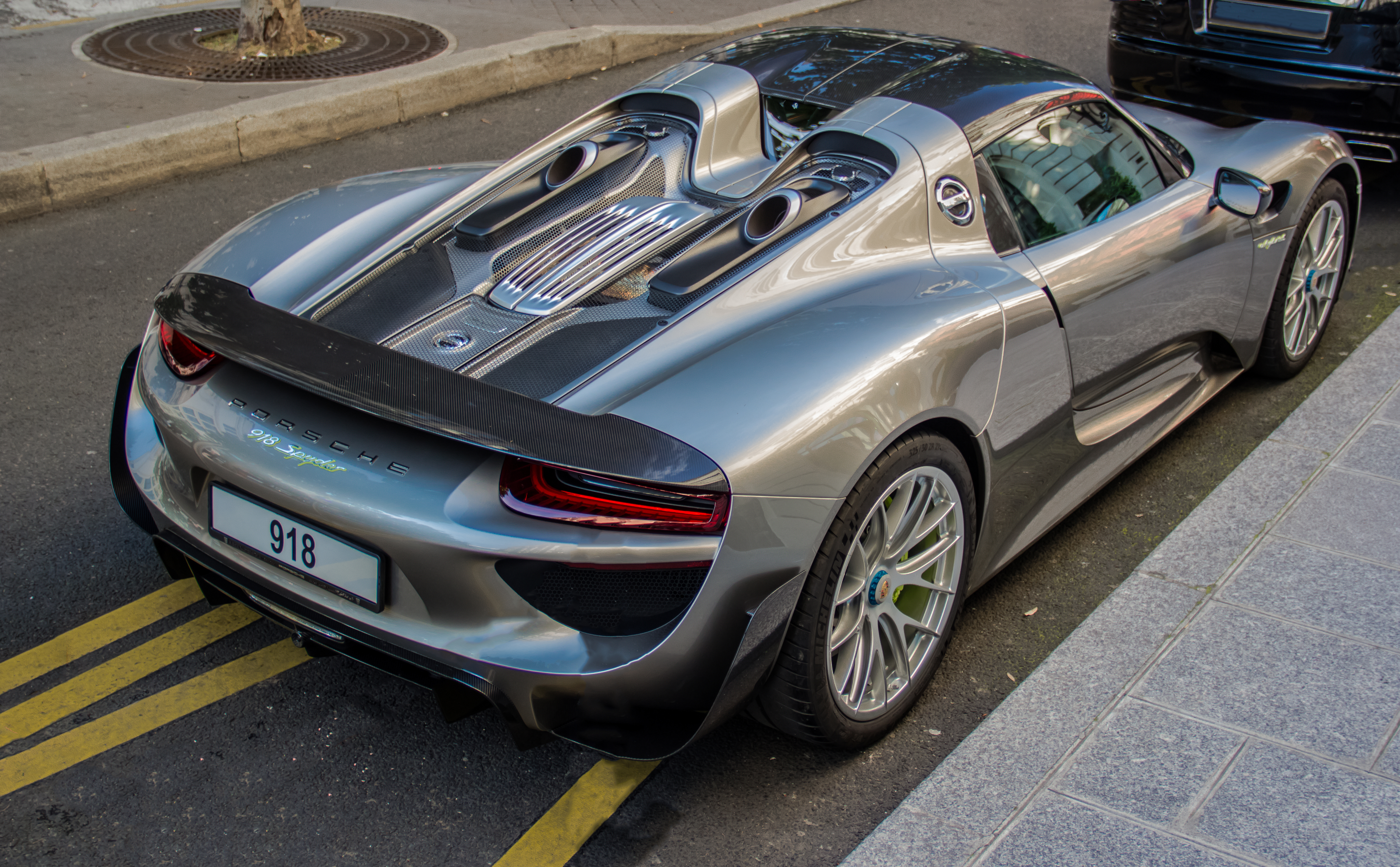
Porsche 918

El 28 de julio de 2010, después de 2000 declaraciones de intereses, el Consejo de Supervisión de Dr. Ing. h.c. F. Porsche AG, Stuttgart, dio luz verde para el desarrollo de la serie del Porsche 918 Spyder.
El 918 Spyder fue presentado por primera vez como un concepto en el octogésimo evento en el Salón del Automóvil de Ginebra de marzo de 2010. La versión de producción fue presentada en el Salón del Automóvil de Fráncfort de septiembre de 2013.

## Especificaciones

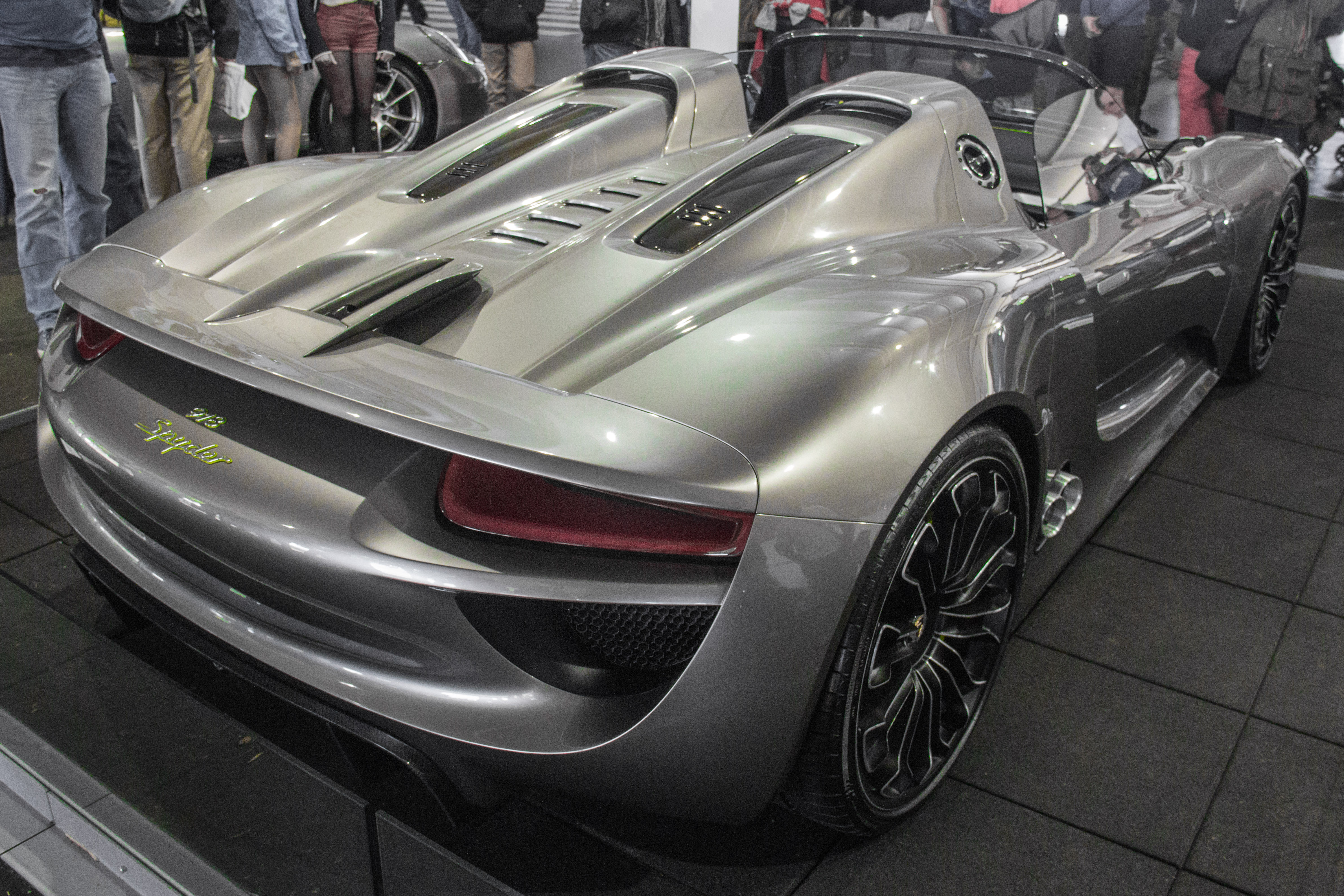
Vista trasera.

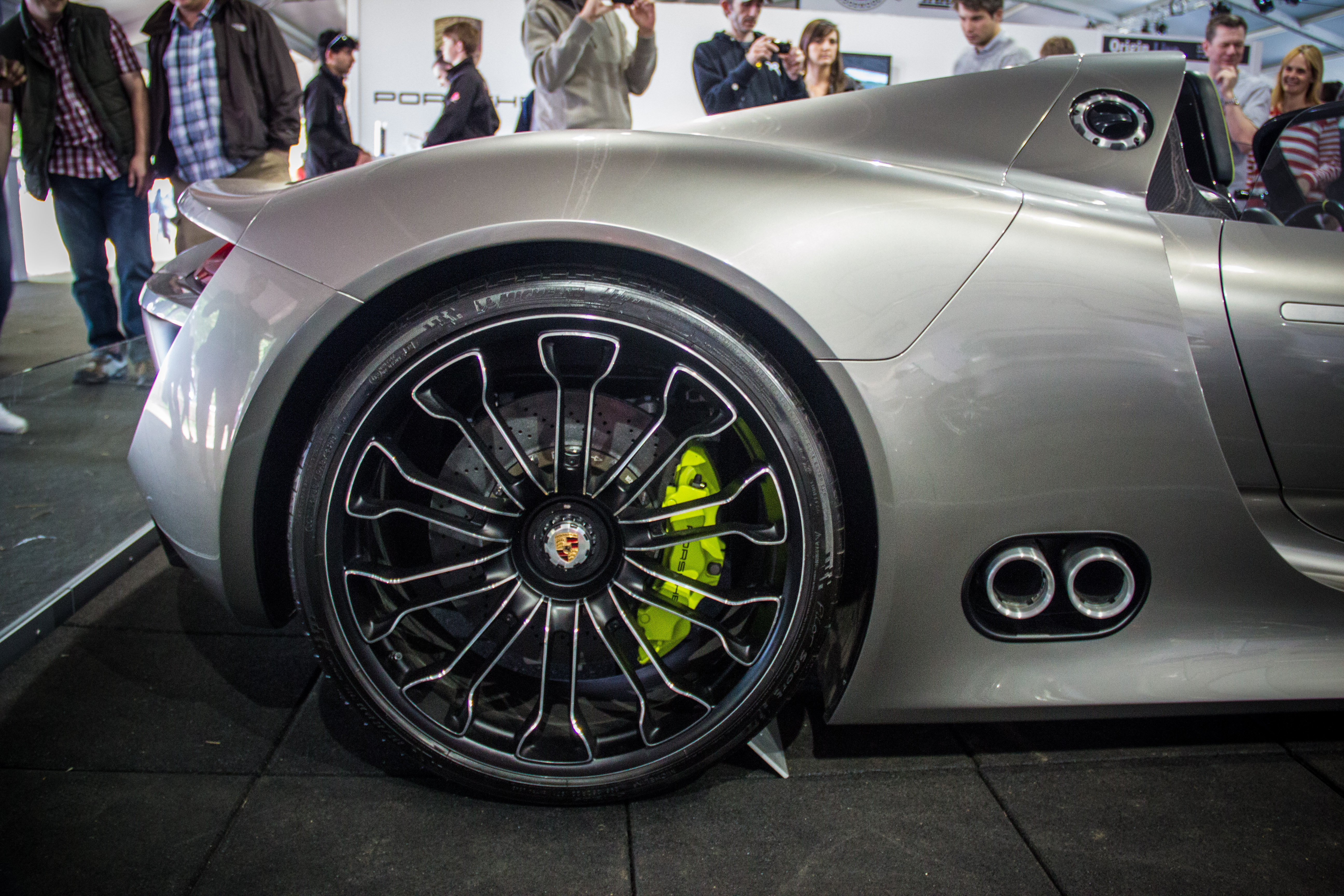
Lado trasero derecho

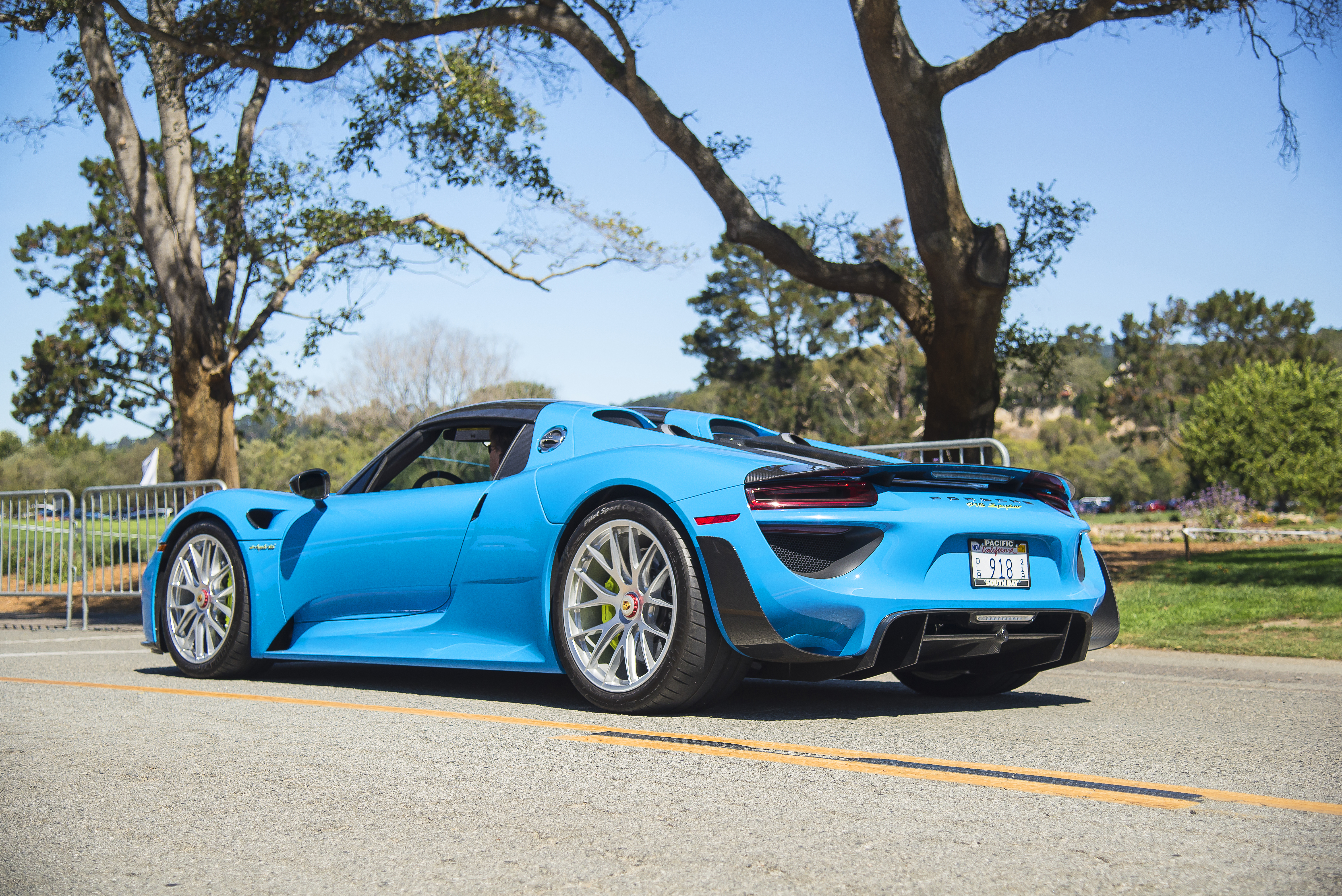
918 Spyder con el paquete Weissach en color azul Riviera

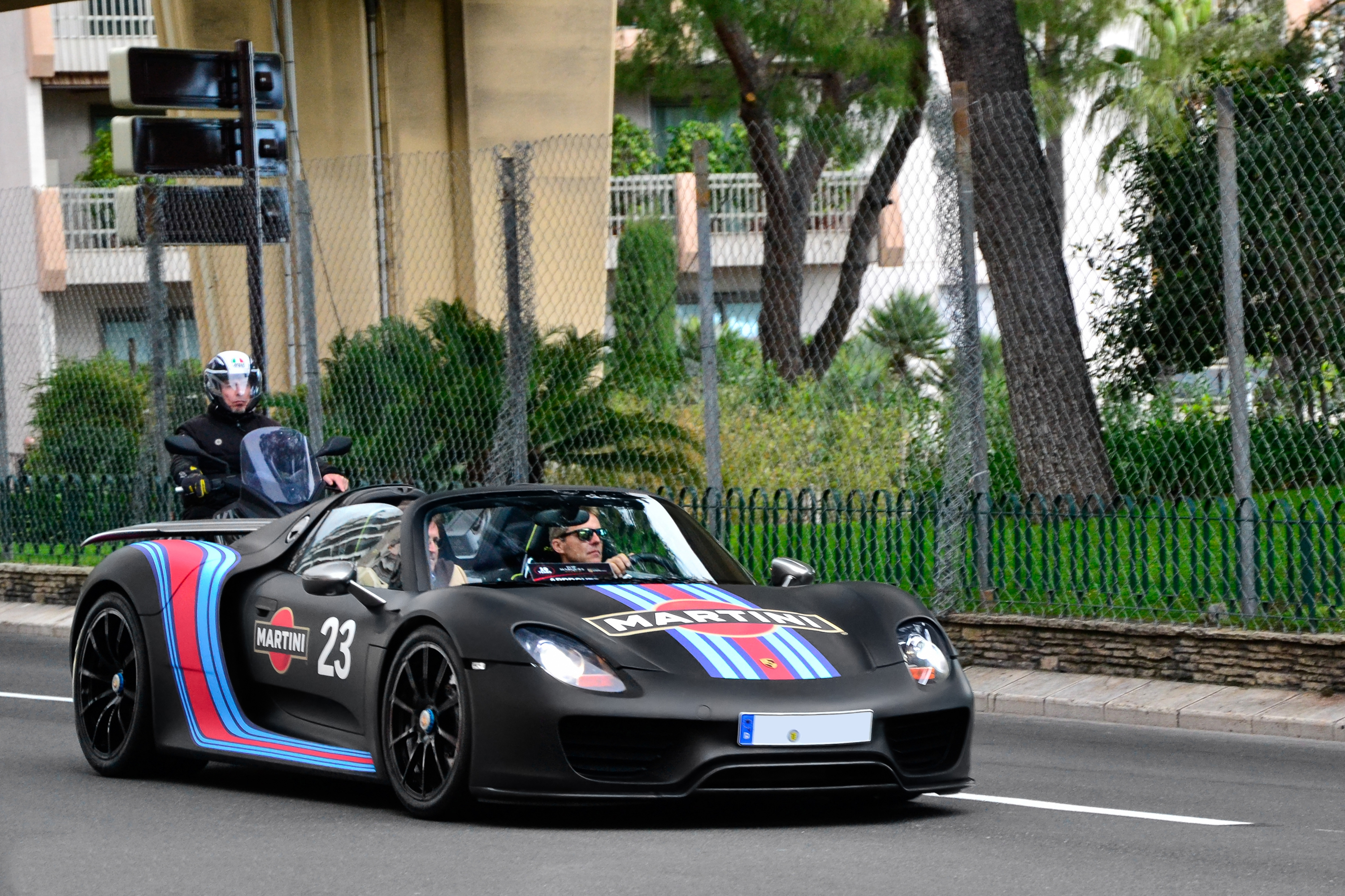
"Development mule" en La Condamine, en abril de 2013

Está equipado con un V8 de 4593 cm³ (4,6 L; 280,3 plg³) con un diámetro x carrera de 95 x 81 mm (3,74 x 3,19 pulgadas). Se basa en la misma arquitectura que la utilizada en el coche  Prototipo Le Mans de carreras RS Spyder.
El motor pesa 135 kg (298 libras) de acuerdo con Porsche, el cual entrega 608 CV (600 HP; 447 kW) a 8700 rpm y 540 N·m (398 lb·pie) a 6700 rpm de par máximo. Esto se complementa con dos motores eléctricos que entregan unos 210 kW (286 CV; 282 HP) adicionales. Uno de 115 kW (156 CV; 154 HP), acciona las ruedas traseras en paralelo con el V8 y también sirve como el principal generador. Este motor suministra potencia al eje trasero a través de la reconocida transmisión de doble embrague PDK de siete velocidades de Porsche. El motor eléctrico delantero de 95 kW (129 CV; 127 HP) acciona directamente el eje delantero. Un embrague desacopla el motor eléctrico cuando no esté en uso. El sistema completo proporciona 887 CV (875 HP; 652 kW) y 1280 N·m (944 lb·pie) de par máximo.
En octubre de 2012, el diseño de ingeniería no se había finalizado, pero Porsche ha dado las cifras de rendimiento de 0 a 100 km/h (0 a 62 mph) en 2.6 segundos, 0 a 300 km/h (0 a 186 mph) en 19.9 segundos y una velocidad máxima limitada a 345 km/h (214 mph) de serie. Esos números fueron sobrepasados en pruebas independientes, las cuales arrojaron el 0 a 100 km/h (62 mph) en 2,5 segundos, 0 a 200 km/h (124 mph) en 7,0 segundos, 0 a 300 km/h (186 mph) en 19,1 segundos, una velocidad máxima de 218,409 mph (351,496 km/h); y desde 0 hasta el kilómetro en 17,75 segundos, con una velocidad de 295,9 km/h (184 mph). 
En la prueba independiente de Car and Driver logró de 0 a 60 mph (0 a 97 km/h) en 2.2 segundos, de 0 a 100 mph (0 a 161 km/h) en 4.9 segundos, 0 a 180 mph (0 a 290 km/h) en 17.5 segundos y el 1/4 milla (402 m) en 9.8 segundos. Por su parte, la prueba independiente de Motor Trend arrojó de 0 a 60 mph (0 a 97 km/h) en 2.4 segundos que, según ellos, ha sido el más rápido en probar. La frenada desde 60 a 0 mph (97 a 0 km/h) fue de 29 m (95,1 pies).
El sistema de almacenamiento de energía es una batería de ion de litio de 6,8 kWh (24 MJ) refrigerada por líquido de 312 celdas situada detrás del habitáculo. Además de enchufarse para recargar las baterías, también se recarga directamente en el frenado regenerativo y por la producción excesiva del motor cuando el coche se desliza.
Las emisiones de CO2 son de 79 g (2,8 oz)/km y el consumo de combustible es de 3,3 L/100 km (30,3 km/L; 71,3 mpgAm), bajo el New European Driving Cycle (NEDC). Por su parte, la Agencia de Protección Ambiental de los Estados Unidos (EPA), bajo la prueba de los cinco ciclos, clasificó al 918 Spyder modelo 2015 con un consumo de energía en el modo todo eléctrico de 50 kWh (180 MJ) por cada 100 millas (161 km), lo cual se traduce en una economía de combustible combinado urbano/extra urbano de 3,5 L/100 km (28,6 km/L; 67,2 mpgAm). Cuando se utiliza solamente el motor de gasolina, los números oficiales de la EPA combinados urbano/extra urbano, son de 10,7 L/100 km (22,0 mpgAm; 9,3 km/L).
El motor de gasolina puede recargar la batería vacía con alrededor de 2 litros (0,5 galAm) de combustible. El cargador universal proporcionado por Porsche, requiere siete horas para cargar la batería en un típico enchufe casero de 110 voltios o dos horas en una instalación con un cargador de 240 voltios de suministro industrial. Una estación de carga opcional de alta velocidad puede restaurar la batería en 25 minutos.
El 918 Spyder ofrece cinco modos de funcionamiento diferentes: E-Drive permite que el coche funcione con batería solamente, utilizando el motor eléctrico trasero y delantero, dando un rango de 29 km (18,0 millas) para el coche concepto. El alcance oficial, según la EPA de los Estados Unidos en modo "todo eléctrico" es de 12 millas (19,3 km). El alcance total con el tanque de combustible lleno y la carga de la batería completa es de 420 millas (675,9 km), de acuerdo con las pruebas de la EPA. Bajo el modo "E-Drive", el coche puede sostener una velocidad de 93 mph (150 km/h). Dos modos híbridos (Hybrid y Race) utilizan tanto el motor como los motores eléctricos para proporcionar los niveles deseados de la economía y el rendimiento. En el modo Race, al presionar un botón rojo inicia el ajuste de vuelta rápida ("Hot Lap"), que ofrece una potencia eléctrica adicional y activa todos los sistemas para extraer el máximo rendimiento del automóvil. El chasis es un monocasco de fibra de carbono reforzado y los frenos usados son electromecánicos.

## Producción y ventas
La producción comenzó el 18 de septiembre de 2013, con entregas programadas para comenzar en diciembre de 2013. El Porsche 918 Spyder estaba siendo producido en una serie limitada y fue desarrollado en Weissach y montado en Zuffenhausen para el modelo 2014. Porsche planeaba fabricar 918 unidades del modelo del año 2014. Las ventas en los Estados Unidos empezaron en junio de 2014. Los precios para el 918 Spyder empezaban a partir de 611 000 € (US$845 000 o 511 000 ₤). De acuerdo con el tamaño de su batería, el 918 Spyder era eligible para un crédito federal de vehículos con motor eléctrico en los Estados Unidos, de poco más de US$3667.
La producción cesó en junio de 2015, como estaba programada.
El país con más pedidos era Estados Unidos, con 297 unidades, seguido de China y Alemania, con aproximadamente 100 cada uno y Canadá que ordenó 35.

## Versión RSR

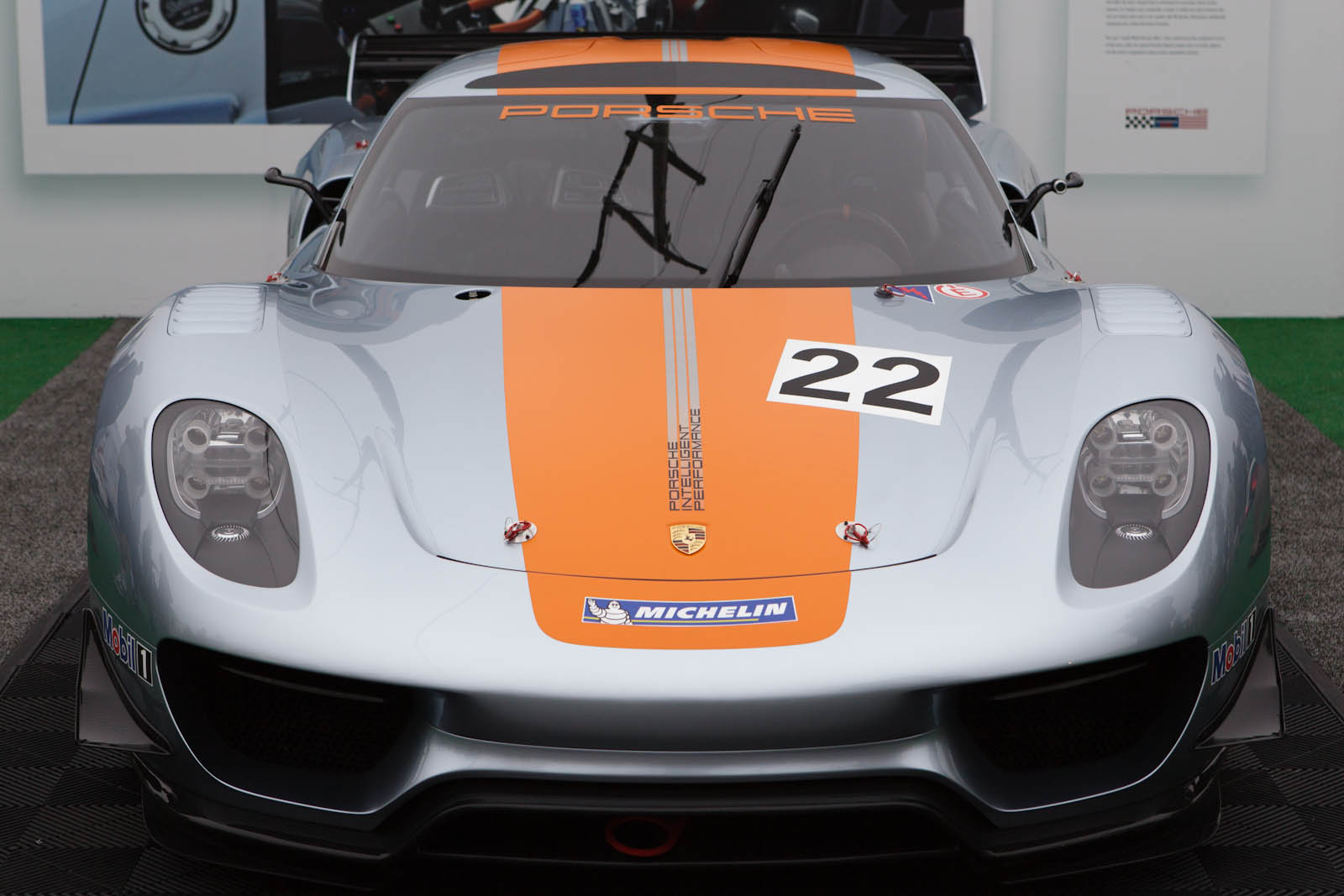
918 RSR en 2011

Porsche dio a conocer el RSR en el Salón del Automóvil de Detroit de 2011, que es una variante de competición del 918 Spyder que combina la tecnología híbrida utilizada por primera vez en el 997 GT3 R Hybrid, con el estilo del 918 Spyder.
En lugar de utilizar tecnología híbrida enchufable, la energía para los dos motores eléctricos es proporcionada por un sistema acumulador de volante de inercia (KERS), que se encuentra a un lado del conductor dentro del habitáculo. El V8 es un desarrollo del motor de inyección directa del coche de carreras RS Spyder, que desarrolla 563 CV (555 HP; 414 kW). Cada uno de los motores eléctricos proporciona 150 kW (204 CV; 201 HP), que da una potencia máxima de 767 CV (757 HP; 564 kW). La caja de cambios de seis velocidades es un desarrollo de la misma unidad del RS Spyder.

## Récord en Nürburgring
Porsche anunció el 4 de septiembre de 2013, que un 918 equipado con el paquete Weissach opcional, estableció un tiempo de vuelta en Nürburgring de 6 min 57 s en la sección de 20,6 km (12,8 millas), reduciendo el récord anterior en 14 segundos, lo que lo hace el primer automóvil de serie legal para calle en romper la barrera de los siete minutos.

## Galería

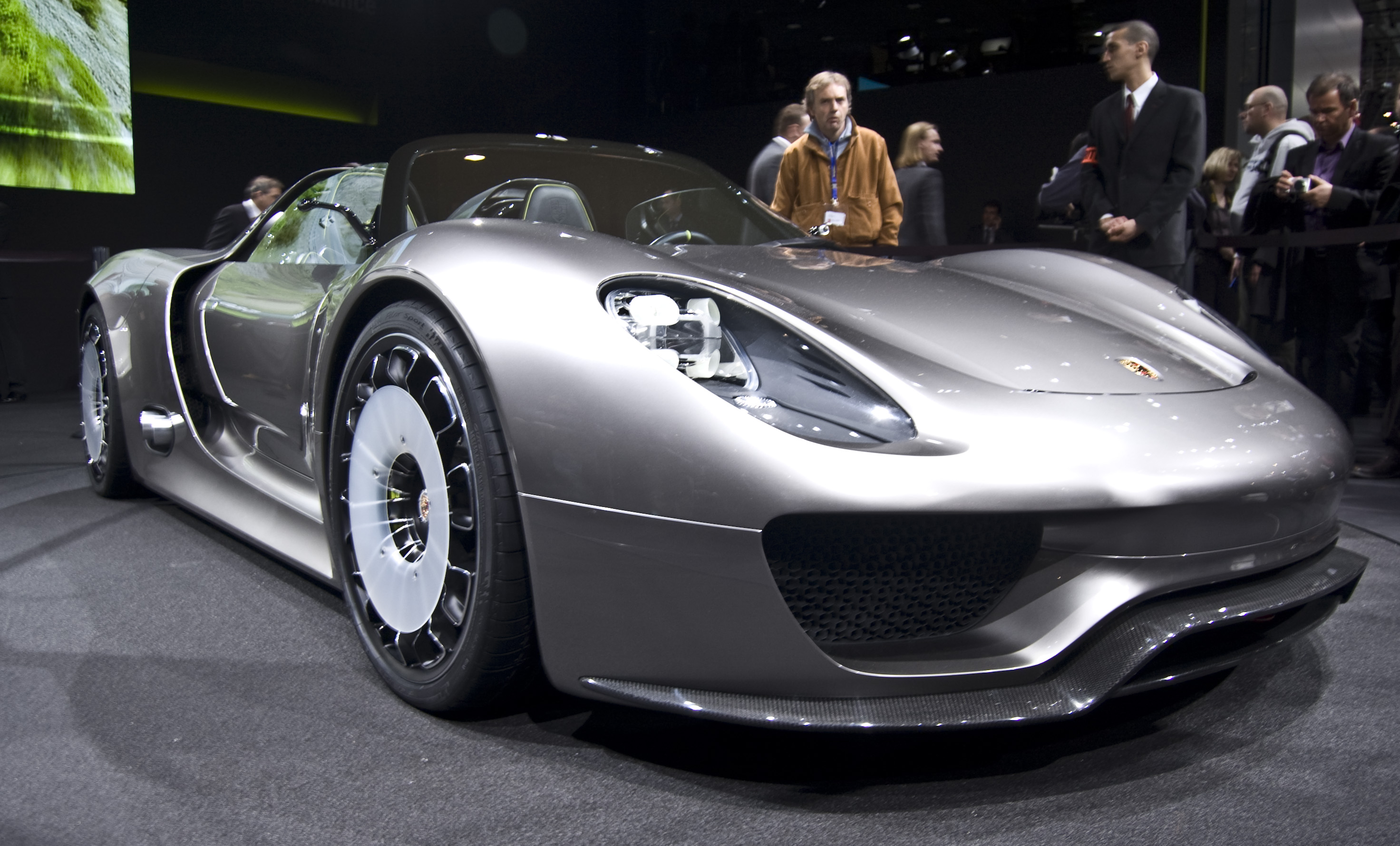
918 Spyder en el Salón del Automóvil de Ginebra de 2010
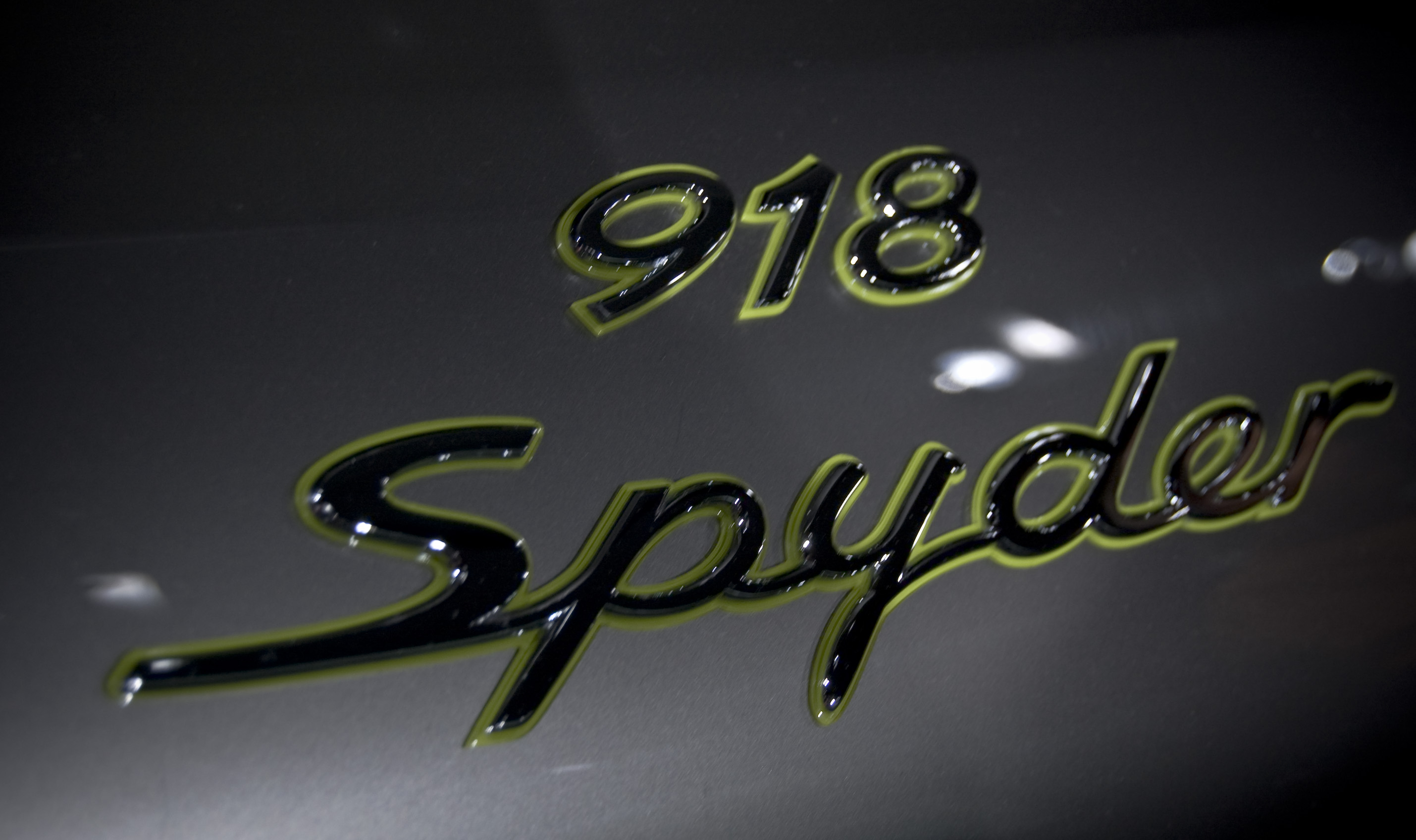
Insignia del 918 Spyder
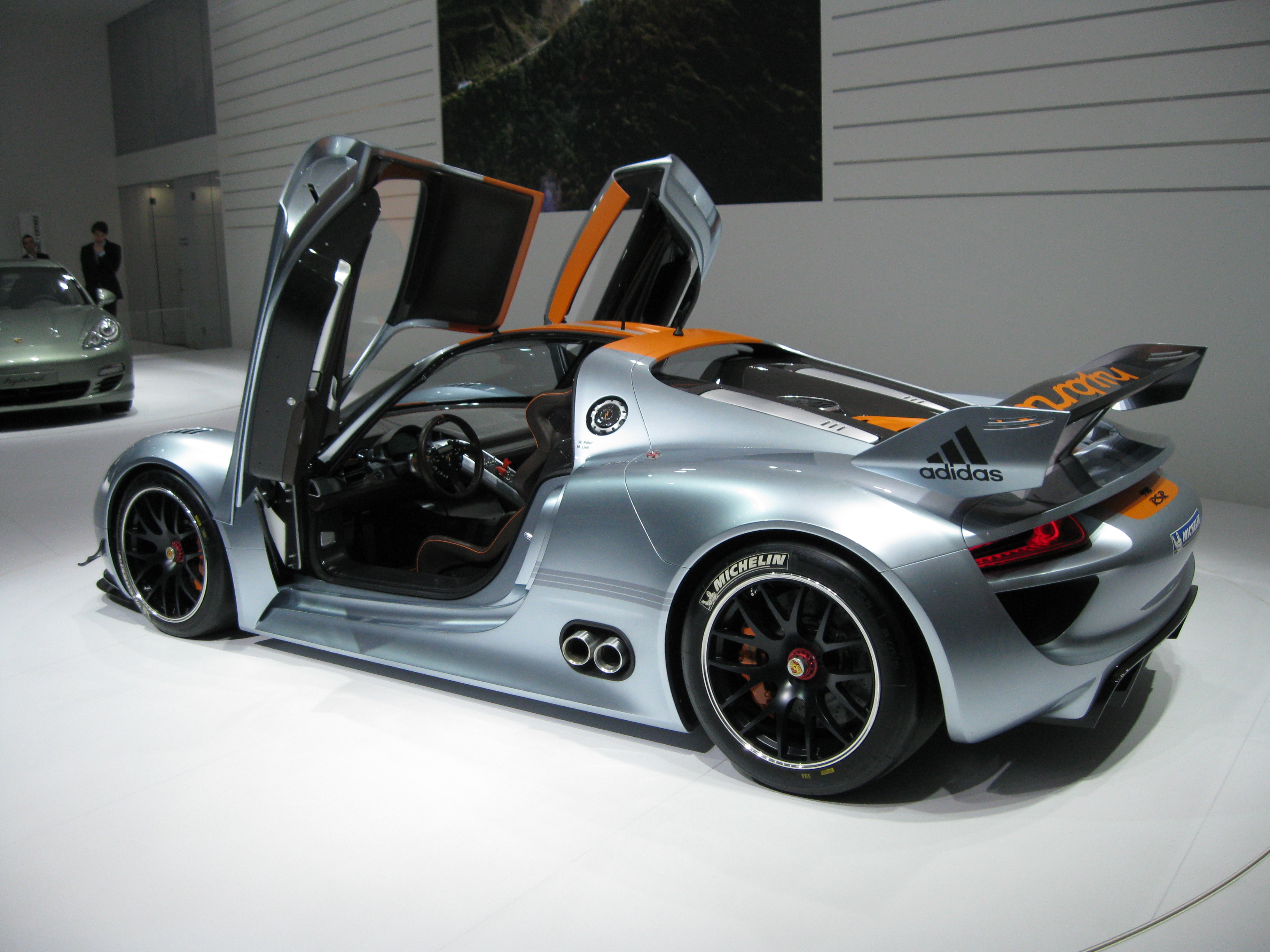
918 RSR en el Salón del Automóvil de Ginebra de 2011
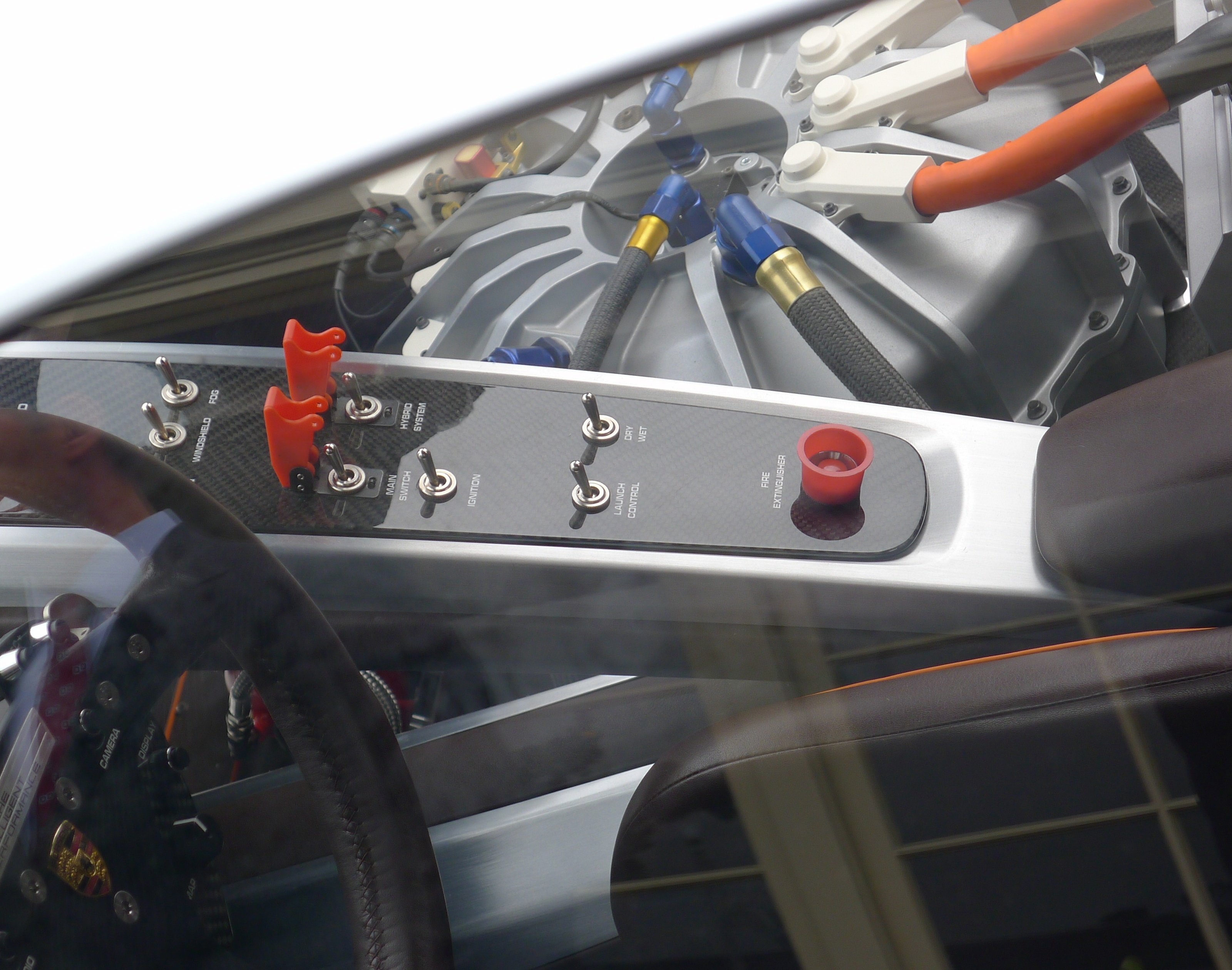
Volante y consola central del Porsche 918 RSR
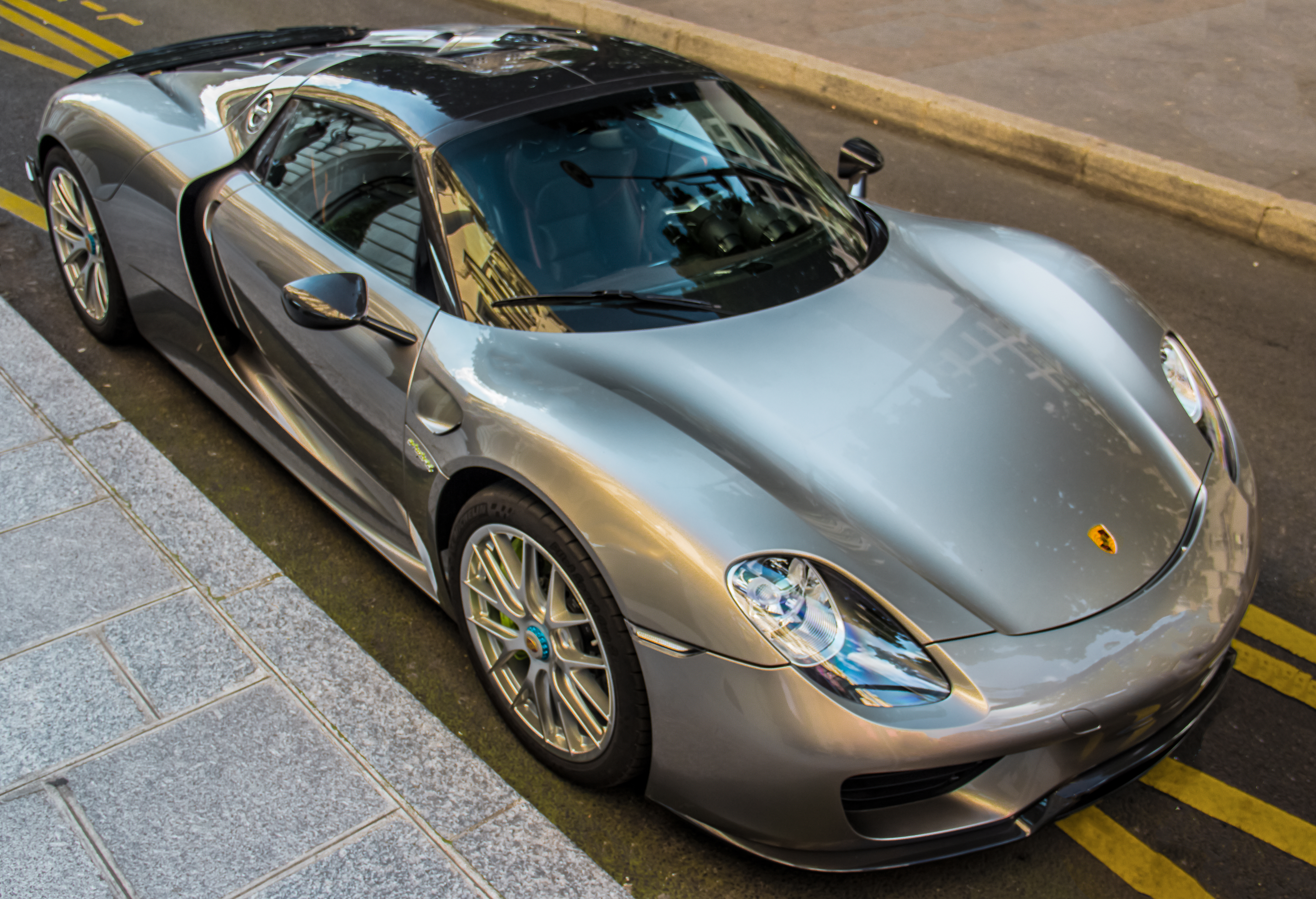
Fotografía tomada el 5 de junio de 2014